# 黎公榜
黎公榜（越南语：／，？—？），也作黎榜（／），阮朝舉人、官員。

## 生平
黎公榜爲廣平省豐登縣金鼐社人。父親黎公樑，弟弟黎檀也是舉人。
嗣德十四年（1861年）在承天場中辛酉科舉人。初任教授。後任海安總督。

## 家庭
子黎燮，官至總督娶杜有芳之女。